# Bombomyia acroleucus
Bombomyia acroleucus är en tvåvingeart som först beskrevs av Mario Bezzi 1921.  Bombomyia acroleucus ingår i släktet Bombomyia och familjen svävflugor. Inga underarter finns listade i Catalogue of Life.